# Jastrzębiec gałęzisty
Jastrzębiec gałęzisty (Hieracium racemosum subsp. barbatum Zahn) – według The Plant List podgatunek Hieracium racemosum. W wykazie flory Polski wymieniony w randze gatunku (Hieracium barbatum).

## Rozmieszczenie geograficzne
Występuje w Europie Środkowej i Południowej. Szczególnie często występuje na Półwyspie Bałkańskim i w Pannonii w Karpatach Południowych. Jest rozprzestrzeniony głównie na niżu, w południowej Europie dochodzi do wysokości 1700 m n.p.m. W Polsce jest bardzo rzadki, znany tylko z kilku stanowisk położonych na Dolnym Śląsku i w Karpatach. Na Dolnym Śląsku podano kilka stanowisk w okolicy Świdnicy i Wrocławia,  w Karpatach dwa stanowiska: w dolinie Raby na Zarabiu w Myślenicach i w Osieczanach koło Myślenic.

## Morfologia
ŁodygaTęga, wzniesiona, do 70 cm wysokości. W dolnej części pokryta jasnymi włoskami długości 3-5 mm, w górnej naga, lub z rzadka tylko owłosiona.
Liście5-12 jajowatolancetowatych, nieregularnie, ostro ząbkowanych, spodem na nerwach i brzegach owłosionych, zaostrzonych liści łodygowych. Liście dolne ogonkowe, liście górne siedzące.
KwiatyZebrane w koszyczki. Okrywa walcowata, długości 10-12 mm. Łuski okrywy zielone, pokryte krótkimi, prostymi i gruczołowatymi włoskami, a u nasady także włoskami gwiazdkowatymi. Kwiaty języczkowe jasnożółte, długości 15 mm.
OwoceJasnobrązowe niełupki.

## Biologia i ekologia
Bylina, hemikryptofit. W Polsce rośnie w lasach liściastych, zwłaszcza w świetlistych grądach i dąbrowach, w Europie Południowej głównie w buczynach. Kwitnie w sierpniu i wrześniu. Wytwarza bardzo wiele nasion, wysoki ich procent kiełkuje.  Liczba chromosomów 2n = 27.

## Zagrożenia i ochrona
Gatunek umieszczony na  Czerwonej liście roślin i grzybów Polski w kategorii R (rzadki – potencjalnie zagrożony). W Polsce nie jest chroniony prawnie.